# BeIN Sports Arabia
BeIN Sports Arabia (Arabo: الجزيرة الرياضية) è una pay tv sportiva lanciata nel 2003 dal network Al Jazeera. È cresciuta rapidamente, ed è diventata la più importante nel Medio-Oriente e ha la copertura di moltissimi eventi, come i maggiori campionati europei e internazionali oltre alle coppe europee e nazionali.
BeIN Sports Arabia detiene anche i diritti esclusivi per il Medio-Oriente di campionati come la Serie A e la Primera División.
BeIN Sports Arabia ha sede in Qatar, con base a Doha.

## Canali
BeIN Sports Arabia è attualmente composta da sedici canali:
beIN Sports News SD (free-to-air)
- beIN Sports News HD (free-to-air)
- beIN Sports HD (free-to-air)
- beIN Sports 1 HD (Barclays Premier League)
- beIN Sports 2 HD (La Liga)
- beIN Sports 3 HD (Serie A)
- beIN Sports 4 HD (Altri sport e partite di calcio)
- beIN Sports 5 HD (Ligue 1)
- beIN Sports 6-10 HD (Altri sport e partite di calcio)
- beIN Sports 11 HD EN (Barclays Premier League)
- beIN Sports 12 HD EN (Inglese)
- beIN Sports 13 HD FR (Francese)
- beIN Sports 14 HD FR (Francese)
- beIN Sports 15 HD FR (Francese)
- beIN Sports 16 HD ES (Spagnolo)

Inoltre, solo sul satellite Nilesat, Bein Sports Arabia per i propri abbonati offre i canali ESPN, ESPN America, ESPN Classic e NBA TV e sul canale 12 è un canale ufficiale delle olimpici per appunto con il nome di Olympic Channel.
Originariamente i canali lanciati furono soltanto tre più uno HD, ai quali, per la stagione 2008/2009, si aggiunse anche il quarto. Per la stagione successiva, e con l'acquisto dei diritti della Champions League il pacchetto si allargo ad otto canali per trasmettere integralmente la Coppa d'Africa e il Mondiale in Sudafrica.
I canali a pagamento sono codificati Irdeto 2. Per poterli vedere è necessario acquistare il decoder ufficiale a cui è abbinata la smart card.

## Eventi Sportivi
Al Jazeera Sport detiene i seguenti diritti:

### Calcio
- Uefa Champions League fino al 2025
- Mondiali di calcio fino al 2022[1]
- Europei di calcio 2024
- Coppa d'Africa
- Mondiale per club FIFA
- Europa League fino al 2025
- Conference league 2025
- Supercoppa UEFA
- Premier League fino al 2025
- Football League Championship
- Serie A fino al 2021
- Serie B fino al 2016
- Primera División
- Segunda División
- Bundesliga
- Ligue 1
- Ligue 2
- Eredivisie
- Premier League russa
- Super League (Svizzera)
- Scottish Premier League
- Campionato brasiliano
- Primera División argentina
- FA Cup
- Carling Cup
- Coppa Sudamericana
- Community Shield
- Coppa Italia fino al 2021
- Coppa di Germania
- Coppa del Re
- Coppa di Francia
- Supercoppa italiana
- Supercoppa di Spagna
- Campionato saudita di calcio
- Campionato qatariota di calcio
- Campionato marocchino di calcio
- J. League
- Major League Soccer
- CAF Champions League fino al 2025
- AFC Champions League fino al 2016

### Atletica leggera
- Campionati del mondo
- Diamond League
- Golden League

### Tennis
- Roland Garros
- US Open
- ATP World Tour Masters 1000 (Madrid, Montréal, Roma, ecc.)
- ATP Master 500
- ATP Master 250
- Qatar Open

### Motori
- Moto GP
- Superbike

### Basket
- NBA
- NBA TV
- NBA Playoffs
- Eurolega
- Mondiale di basket FIBA
- Liga ACB

### Pallavolo
- Superlega italiana
- Mondiale di pallavolo FIVB
- World League

### Rugby
- Sei Nazioni
- Heineken Cup

## UEFA Champions League
All'inizio del 2008, Bein Sports Arabia ha acquistato i diritti della UEFA Champions League per tre anni a partire dalla stagione 2009-2010.
La UEFA Champions League, dopo essere stata per molti anni un'esclusiva di ART Sport, è passata a Bein Sports Arabia dal 2009 al 2012, compresi anche i diritti dell'Europa League.
Bein Sports Arabia ha battuto la concorrenza di Art Sport, Orbit, Showtime e Abu Dhabi Sport.
Il 13 dicembre 2010, Bein Sports Arabia annuncia sul proprio sito ufficiale, l'acquisto dei diritti in esclusiva, della UEFA Champions League e della UEFA Europa League fino al 2015.

## Acquisizione di ART Sport
Il 24 novembre 2009 Bein Sports Arabia annuncia l'acquisizione dei diritti sportivi dell'emittente ART. Con questa operazione, Bein Sports Arabia acquisisce i diritti dei Mondiali di calcio 2010 e 2014, che vengono aggiunti alla ricca offerta che già comprende la UEFA Champions League, l'Europa League, la Serie A e la Primera División. Tra gli altri diritti acquisiti spiccano: il Mondiale per club FIFA, la Coppa Italia, la finale di Coppa del Re, la Supercoppa italiana e la Supercoppa di Spagna.
Con questa operazione l'emittente diventa la più grande pay-tv del medio-oriente e Nordafrica.

## In Qatar
Bein Sports Arabia è stato il primo canale sportivo lanciato in Qatar. Ha trasmesso molti eventi che si sono svolti in Qatar come i Giochi asiatici del 2006, la gara di Moto GP di Losail, il campionato qatariota di calcio, la Coppa degli Emiri e le partite di qualificazione al mondiale del Qatar.

## Programmi
Bein Sport Arabia offre una serie di programmi in diretta ed approfondimenti:
- Sport News: programma giornaliero, con edizioni ogni 2 ore (es: 10:00, 12:00, 14:00, ecc.).
- Global Game Show: programma di approfondimento in onda sul +3 che riassume le partite dei campionati e le partite di coppa.
- Serie A Studio: programma, pre e post partita delle partite di Serie A.
- La Liga Studio: programma, pre e post partita dei match della Primera División.
- Serie A Show: programma di approfondimento sulla Serie A.
- La Liga Show: programma di approfondimento sulla Primera División.
- Champions League Studio.
- Champions League Magazine: programma di approfondimento sulle partite di UEFA Champions League.
- VIP: programma di interviste esclusive ai protagonisti del calcio spagnolo.
- Tutto lo spirito dello sport: programma di approfondimento e documentari sul mondo del calcio.
- Manchester United Channel
- Arsenal Channel
- Chelsea Channel
- Liverpool Channel
- Everton TV
- Ajax TV

## Analisti di BeIN Sports Arabia
Dalla sua nascita nel 2003, BeIN Sports Arabia ha un grande numero di analisti per tutti i campionati e competizioni.
- Sami Al Jaber: Euro 2008
- Arsène Wenger: Euro 2008
- Sam Allardyce: Euro 2008
- Peter Reid: Euro 2008
- Paulo Futre: Euro 2008
- Rabah Madjer: SuperLiga, Euro 2008
- Tarak Dhiab: Primera División, Euro 2008
- Francisco Buyo: Primera División, Euro 2008
- Cesare Maldini: Serie A, Euro 2008
- Alessandro Altobelli: Serie A
- Antonio Cabrini: Serie A
- Nabil Maâloul: Serie A
- Nawaf Al-Temyat: AFC Champions League
- George Weah: Coppa d'Africa 2010

Anche molti giocatori ritirati e allenatori sono ospiti nei programmi
- Graeme Souness: Champions League
- Gary Lineker: Champions League
- Trevor Francis: Champions League
- Terry Venables: Champions League
- Steve McManaman: Champions League
- Ray Clemence: Champions League
- Alan Shearer: Champions League
- Teddy Sheringham: Champions League
- Tim Sherwood: Champions League
- David Platt: Champions League
- Mark Hateley: Champions League
- Ray Wilkins: Champions League
- Ruud Gullit: Champions League
- Ronald de Boer: Europa League
- Frank Stapleton: Europa League

## Commentatori
- Ayman Jadah: Commentatore
- Yousef Saif: Commentatore
- Rabah Madjer: Analista di calcio
- Saïd Aouita: Analista dei giochi olimpici
- Jamal Al Sharif: Analista
- Hisham Al Khalsi: Commentatore
- Karim Alami: Analista di tennis
- Al Akhdar Barish: Commentatore
- Tarak Dhiab: Analista di calcio
- Leila Smati: Presentatore
- Sa'ad Al-Houti: Analista di calcio
- Nazar Al Akhal: Analista
- Ali Muhammad Ali: Commentatore
- George Abu Faisal: Commentatore
- Mohamed Habib Ben Ali: Commentatore
- Hamad Jassim: Analista
- Khalid Jassim: Presentatore
- Ahmed Al-Tayeb: Commentatore
- Raouf Khlaif: Commentatore/Presentatore
- Issam Al Chawali:Commentatore